# Underground Network
Underground Network is het derde studioalbum van de Amerikaanse punkband Anti-Flag. Het werd uitgegeven door het label Fat Wreck Chords op 24 april 2001 en was daarmee de eerste uitgave van de band via dit label. Het nummer "This Machine Kills Fascists" is een eerbetoon aan de folkzanger Woody Guthrie, die de tekst this machine kills fascists op zijn gitaar had staan.

## Nummers
1. "Angry, Young and Poor" - 2:42
2. "This Machine Kills Fascists" - 1:38
3. "Underground Network" - 4:03
4. "Daddy Warbux" - 2:16
5. "Vieques, Puerto Rico: Bikini Revisited" - 3:11
6. "Stars and Stripes" - 3:33
7. "Watch the Right" - 2:52
8. "The Panama Deception" - 3:03
9. "Culture Revolution" - 3:41
10. "Spaz's House Destruction Party" - 3:04
11. "Bring Out Your Dead" - 2:14
12. "A Start" - 2:45
13. "Until It Happens to You" - 2:48

## Band
- Justin Sane - gitaar, zang
- Chris Head - gitaar, zang
- Chris #2 - basgitaar, zang
- Pat Thetic - drums